# جایزه بزرگ ایالات متحده ۱۹۷۶
جایزه بزرگ ایالات متحده ۱۹۷۶ (انگلیسی: ‎1976 United States Grand Prix‎)، که به‌طور رسمی با نام نوزدهمین جایزه بزرگ ایالات متحده شناخته می‌شود، یک مسابقهٔ موتوری در رشتهٔ اتومبیل‌رانی فرمول یک بود که در تاریخ ۱۰ اکتبر ۱۹۷۶ در مسیر مسابقه جایزه بزرگ واتکینز گلن واقع در واتکینز گلن، نیویورک، ایالات متحده آمریکا برگزار شد. این گراند پری در میان ۱۶ گراند پری در فصل ۱۹۷۶، مسابقهٔ شمارهٔ ۱۵ بود.
در این مسابقه که در ۵۹ دور و به مسافت ۳۲۰٫۶۷ کیلومتر (۱۹۹٫۲۵۵ مایل) برگزار شد، پول پوزیشن توسط جیمز هانت کسب شد و سریع‌ترین زمان برای طی یک دور پیست که برابر با ۱:۴۲٫۸۵۱ بود نیز توسط جیمز هانت به ثبت رسید.
جیمز هانت از تیم مک‌لارن-فورد، جودی شکتر از تیم تایرل-فورد و نیکی لائودا از تیم فراری به‌ترتیب مقام‌های اول تا سوم مسابقه را کسب کردند.

## رده‌بندی قهرمانی پس از مسابقه
| جایگاه | راننده       | امتیاز |
| ------ | ------------ | ------ |
| ۱      | نیکی لائودا  | ۶۸     |
| ۲      | جیمز هانت    | ۶۵     |
| ۳      | جودی شکتر    | ۴۹     |
| ۴      | پاتریک دیپلر | ۳۳     |
| ۵      | کلی رگاتزونی | ۲۹     |
| منبع:  |              |        |

| جایگاه | سازنده      | امتیاز  |
| ------ | ----------- | ------- |
| ۱      | فراری       | ۸۱      |
| ۲      | مک‌لارن-فورد | ۷۰ (۷۱) |
| ۳      | تایرل-فورد  | ۶۵      |
| ۴      | پنسکی-فورد  | ۲۰      |
| ۵      | لیجیه-ماترا | ۲۰      |
| منبع:  |             |         |

یادداشت
- تنها پنج جایگاه نخست از هر رده‌بندی نمایش داده شده‌است.